# Жовтяк Володимир Олегович
Володи́мир Оле́гович Жовтя́к (нар. 3 червня 1973, Полтава) — український ВІЛ/СНІД активіст, правозахисник. Один з лідерів руху людей, що живуть з ВІЛ/СНІД (далі ЛЖВ) в Україні, і регіоні Східної Європи й Центральної Азії. Засновник національної і міжнародної неурядових організацій ЛЖВ, з якими взаємодіють інституції ООН, Європейського Союзу і США, а також Кабінет Міністрів і Адміністрація Президента України.

## Біографічні дані
Навчався у с/ш № 6 м. Полтави (1990). Закінчив Київський національний університет культури і мистецтв (2005). Ініціатор створення і голова Координаційної ради ВБО «Всеукраїнська мережа ЛЖВ» (2001—2015). Ініціатор створення і президент МБО «Східноєвропейське та центральноазійське об'єднання ЛЖВ» (з 2005, до об'єднання входять організації з 15 країн).
Учасник спеціальних сесій Генеральної асамблеї ООН (2001, 2006, 2008, 2011, 2012, 2016). Делегат від України на Першій спеціальній сесії Генеральної асамблеї ООН з ВІЛ/СНІДу (Нью-Йорк, 2001). Брав участь у Другій спеціальній сесії Генеральної асамблеї ООН з ВІЛ/СНІДу (2011), яка підготувала глобальну Політичну декларацію з ВІЛ і СНІДу.
Учасник Координаційної ради Об'єднаної програми ООН з питань ВІЛ/СНІДу (ЮНЕЙДС) (з 2014). Член Координаційної ради HIV Outcomes — ініціативи ЛЖВ-організацій Європи (з 2016). Член консультативно-дорадчих органів при Президентові України — Національної ради з питань охорони здоров'я населення (2006—2010), Координаційної ради з проблем ВІЛ-інфекції/СНІДу, туберкульозу та наркоманії (2008—2010). Член консультативно-дорадчих органів при Кабінеті Міністрів України — Національної координаційної ради з питань запобігання поширенню ВІЛ-інфекції/СНІДу (2005—2006, голова Комітету захисту прав ЛЖВ), Національної ради з питань протидії туберкульозу та ВІЛ-інфекції/СНІДу (2007—2015, заступник голови). Радник Міністра охорони здоров'я України.
Учасник 61-й сесії Європейського комітету Всесвітньої організації охорони здоров'я (ВООЗ) (вересень 2011, Баку, Азербайджан). Вперше представляв громадянське суспільство на засіданні Європейського комітету ВООЗ. Неодноразово виступав у Верховній Раді України на громадських слуханнях по протидії епідемії ВІЛ/СНІД. Головний редактор інформаційної платформи MinusVirus (з 2016). Член редакційної ради «Люди і ВІЛ» (5 перевидань). Автор статей у тематичній періодиці, численних інтерв'ю у ЗМІ.

## Громадська діяльність
До кінця 1990-х спільнота ЛЖВ в Україні не мала представництва, і Володимир Жовтяк очолив ініціативну групу зі створення Всеукраїнської мережі ЛЖВ. 1999 група розпочала роботу за підтримки Програми розвитку ООН і «Альянсу партнерства каунтерпарт» (проєкт Агентства США з міжнародного розвитку). Упродовж 14 років — з 2001 (з моменту заснування організації) до 2015 В. Жовтяк очолював ВБО «Всеукраїнська мережа ЛЖВ».
2002 за ініціативи В. Жовтяка Всеукраїнська мережа ЛЖВ розпочала масштабну кампанію зі зниження цін на антиретровірусні препарати (АРВ). У травні 2002 за підтримки Об'єднаної програми ООН з питань ВІЛ/СНІДу відбулися переговори, сторонами яких виступили уряд країни, кілька інституцій ООН і транснаціональні фармацевтичні компанії. В результаті фармвиробники були змушені знизити ціни на препарати на 75 %.
З 2003 Володимир Жовтяк бере участь у засіданнях правління Глобального фонду для боротьби зі СНІДом, туберкульозом та малярією. Став ініціатором зміни положення про участь у роботі делегацій, завдяки якому до правління Глобального фонду були делеговані представники громадянського суспільства 24 країн Східної Європи та Центральної Азії. Причетний до передачі Україні кількасот мільйонів доларів безповоротної фінансової допомоги, наданої Глобальним фондом на протидію епідеміям СНІДу та туберкульозу.
21 листопада 2005 за участі В. Жовтяка в Україні вперше відбулася презентація щорічного звіту ООН з ВІЛ/СНІДу. До Києва прибув спеціальний уповноважений генерального секретаря ООН, професор Ларс Каллінгс. За результатами події Президент Віктор Ющенко повідомив про міжнародну підтримку України у боротьбі зі СНІДом. У 2010 як обраний представник громадянського суспільства В. Жовтяк відкрив XVIII Міжнародну конференцію з ВІЛ/СНІДу «AIDS 2010» у Відні (Австрія). Міжнародна конференція, що вирішувала глобальні питання ВІЛ/СНІДу, проводилася за підтримки ЮНЕЙДС і Глобального фонду.
У рамках головування Литви у Раді Європейського Союзу за підтримки МЗС Литви відбувся міжнародний форум «ВІЛ в Європі та сусідніх країнах» (Клайпеда, 2013). За ініціативою і під головуванням В. Жовтяка форум прийняв звернення до урядів Європи, суміжних країн і правління Глобального фонду, підписане ЛЖВ-організаціями 17 країн регіону.

### Публікації автора
1. Жовтяк, В. Большой «праздник» вокруг проблем ВИЧ/СПИД // Новости ВИЧ/СПИД. — 2002. — Вып. 3 (6). — С. 14. (рос.)
2. Жовтяк, В. О программе заместительной терапии // Возвращение к жизни. Заместительная терапия глазами специалистов и бывших потребителей инъекционных наркотиков. — К.: Программа развития ООН в Украине, 2007. — С. 12. (рос.)
3. Zhovtyak, Vladimir. Social exclusion of people living with HIV in Eastern Europe and the CIS [Архівовано 19 січня 2022 у Wayback Machine.] // Beyond transition towards inclusive societies / published by United Nations Development Programme, Regional Bureau for Europe and CIS. — Bratislava, 2011. — P. 65. — ISBN 978-92-95092-31-0. (англ.)
4. Zhovtyak, Volodymyr. Acknowledgements [Архівовано 5 березня 2016 у Wayback Machine.] // The people living with HIV stigma index: analytical report based on research findings. — Kyiv, 2011. — P. 6. — ISBN 978-966-2344-12-7. (англ.)

### Бібліографічні матеріали
1. Goei, Tanne de. Aids ist nicht nur eine Epidemie: Volodymyr Zhovtyak // Blickpunkt AIDS / Deutsche Aids-Hilfe e. V.[de] — [[[Берлін|Berlin]]], 2005. — P. 19. — ISBN 3-930425-56-4. (нім.)
2. Зустріч високого рівня з питань ВІЛ/СНІДу: ключові результати для регіону: [8-10 червня в штаб-квартирі ООН в Нью-Йорку відбулася зустріч високого рівня з питань ВІЛ/СНІДу] // Інформаційний вісник Всеукраїнської мережі ЛЖВ. — 2011. — № 3 (60). — С. 1-3.
3. The State Penitentiary Service opened doors for civil society organizations of Ukraine [Архівовано 4 березня 2016 у Wayback Machine.] // Human rights in healthcare — 2012. Human rights NGOs report on respect for the right to health in Ukraine / the Legal Research and Strategy Institute. — Kharkiv, 2013. — P. 42. (англ.)
4. Представник Мережі адвокатує доступ до лікування в Білорусі [Архівовано 25 вересня 2015 у Wayback Machine.] // Інформаційний вісник Всеукраїнської мережі ЛЖВ. — 2013. — № 8 (89). — С. 6.

## Інтерв'ю
- Україну позбавлять 300 млн доларів через ігнорування боротьби зі СНІДом (розмова з В. Жовтяком) [Архівовано 4 березня 2016 у Wayback Machine.]. ТСН. 25 січня 2011.
- ВІЛ/СНІД: загроза залишається [Архівовано 24 вересня 2015 у Wayback Machine.] (інтерв'ю з В. Жовтяком і Н. Нізовою). Радіо «Свобода». 1 грудня 2012.
- Спецпроект «Боротьба зі СНІДом» (гість програми Володимир Жовтяк). Перший національний канал. 30 червня 2012.
- Хворим з ВІЛ-інфекцією загрожує переривання антиретровірусної терапії [Архівовано 21 липня 2015 у Wayback Machine.]. УНІАН. 1 грудня 2014.